# Kenneth Tynan
Kenneth Peacock Tynan (2 aprilie 1927 - 26 iulie 1980) a fost un critic de teatru și un scriitor britanic foarte controversat.